# Парашутисти-рятівники Повітряних сил США
Парашутисти-рятівники Повітряних сил США (англ. United States Air Force Pararescue або англ. Pararescuemen (PJ) — високопрофесійні та треновані парамедики-оператори сил спеціальних операцій військово-повітряних сил США, що здійснюють евакуацію та ексфільтрацію поранених (хворих, постраждалих) операторів ССО та інших військових у бойових та небойових умовах з поля бою (з місця події) повітряних шляхом (зазвичай вертольотами). Основною задачею парашутистів-рятівників є невідкладна медична допомога постраждалому у процесі транспортування з визначеного місця до медичного закладу (установи) відповідного рівня.
Парашутисти-рятівники беруть участь у спеціальних операціях разом з оперативниками ССО США інших видів Збройних сил. Серед 22 солдатів та сержантів, нагороджених вищою нагородою військово-повітряних сил США — Хрестом Повітряних сил, 12 — бойові парашутисти-рятівники. Ці оператори ССО носять особливу почесну відзнаку — берет брунато-малинового кольору, що символізує кров десантників, пролиту в ім'я врятування ними інших життів, та кров парашутистів, що готові пролити її в майбутньому.
PJ виконують також завдання з пошуку та рятування астронавтів НАСА після їх приводнення по завершенню місії на водну поверхню.

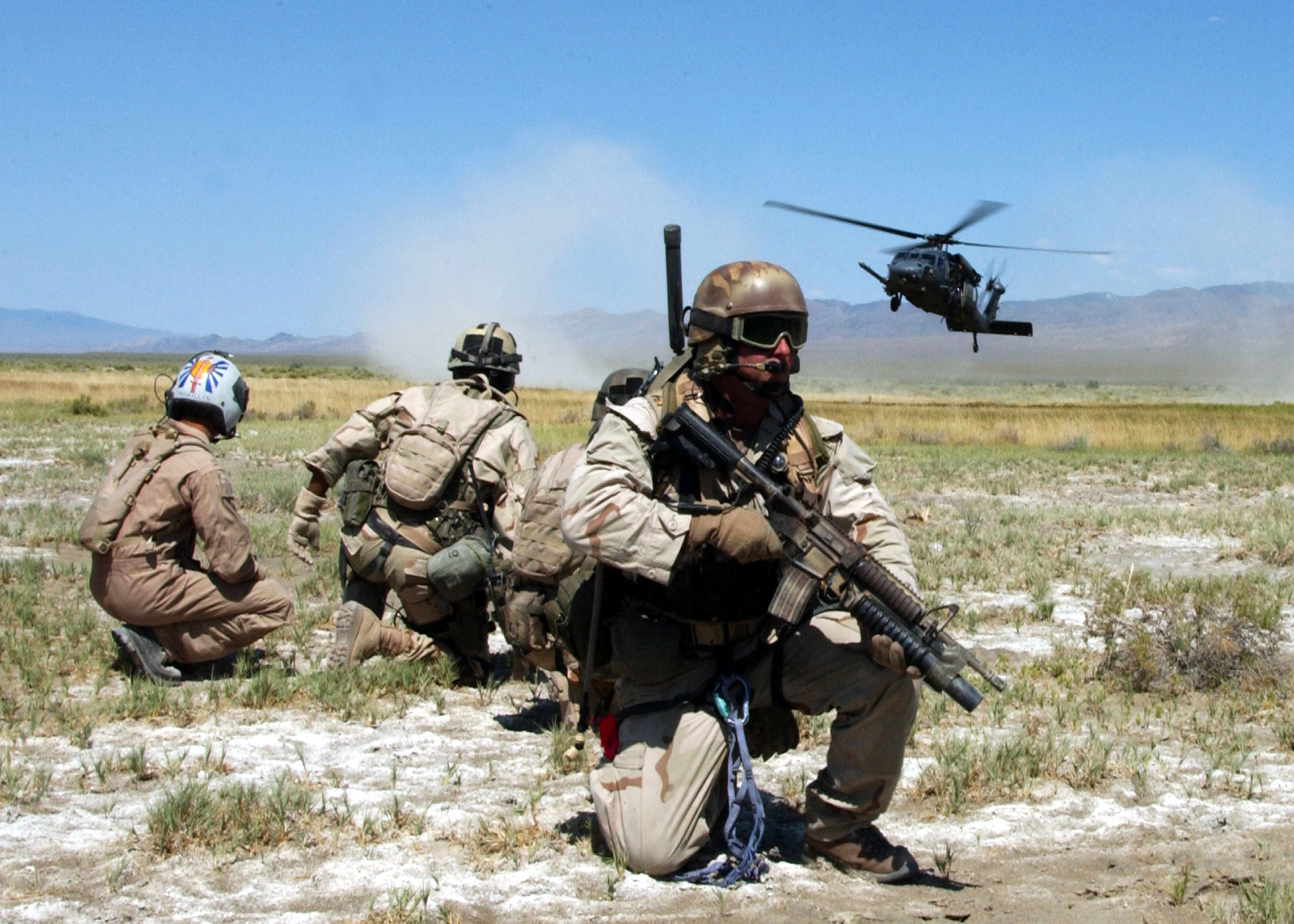
Парашутисти-рятівники здійснюють тренування з евакуації постраждалого з поля бою. 13 липня 2005

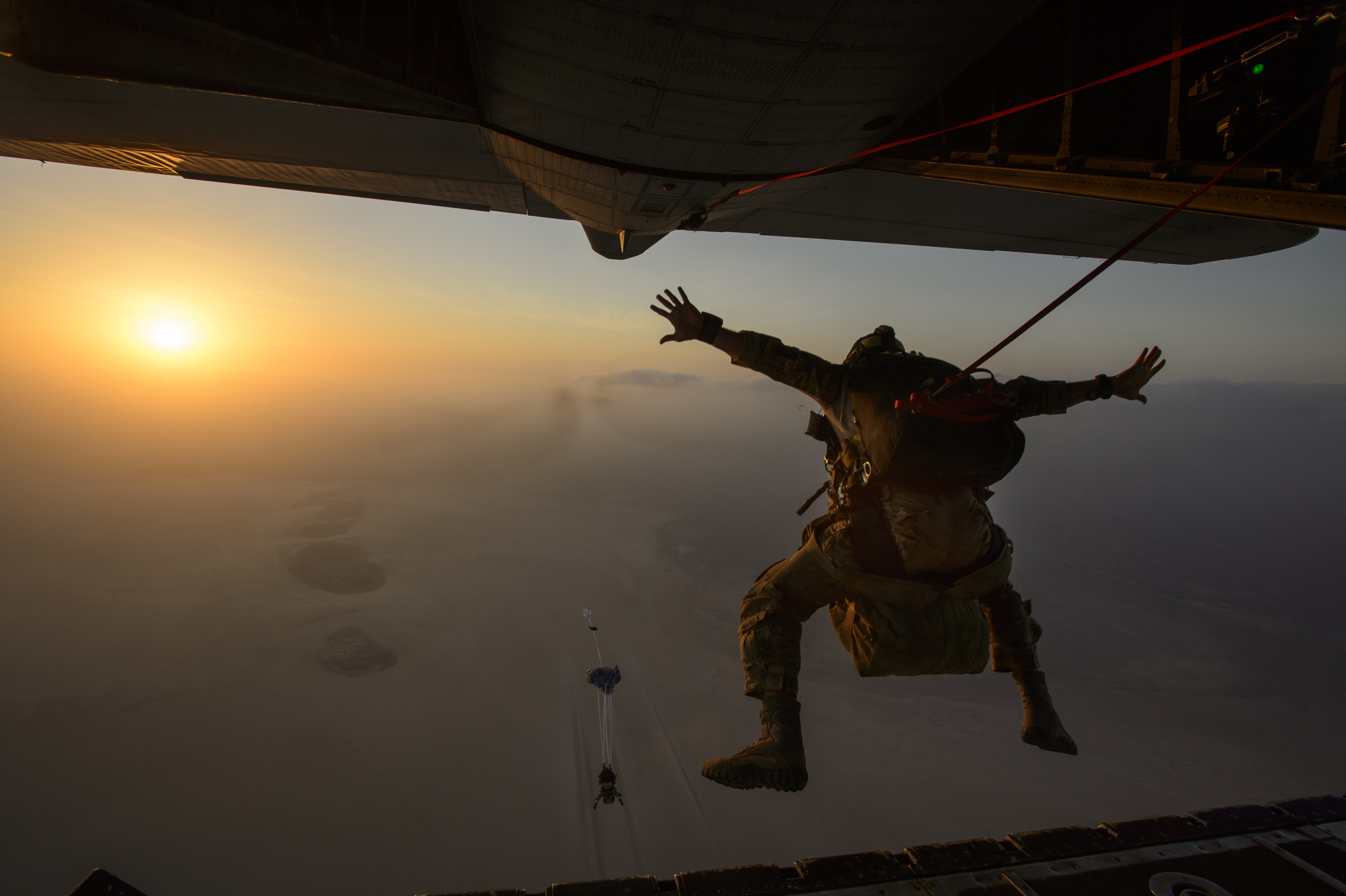
Група парашутистів-рятівників здійснює стрибок з парашутом з борту транспортного літака HC-130P/N «Кінг» поблизу військової бази Кемп-Лемоньє. Джибуті. 9 січня 2014

## Формування повітряної рятувальної служби

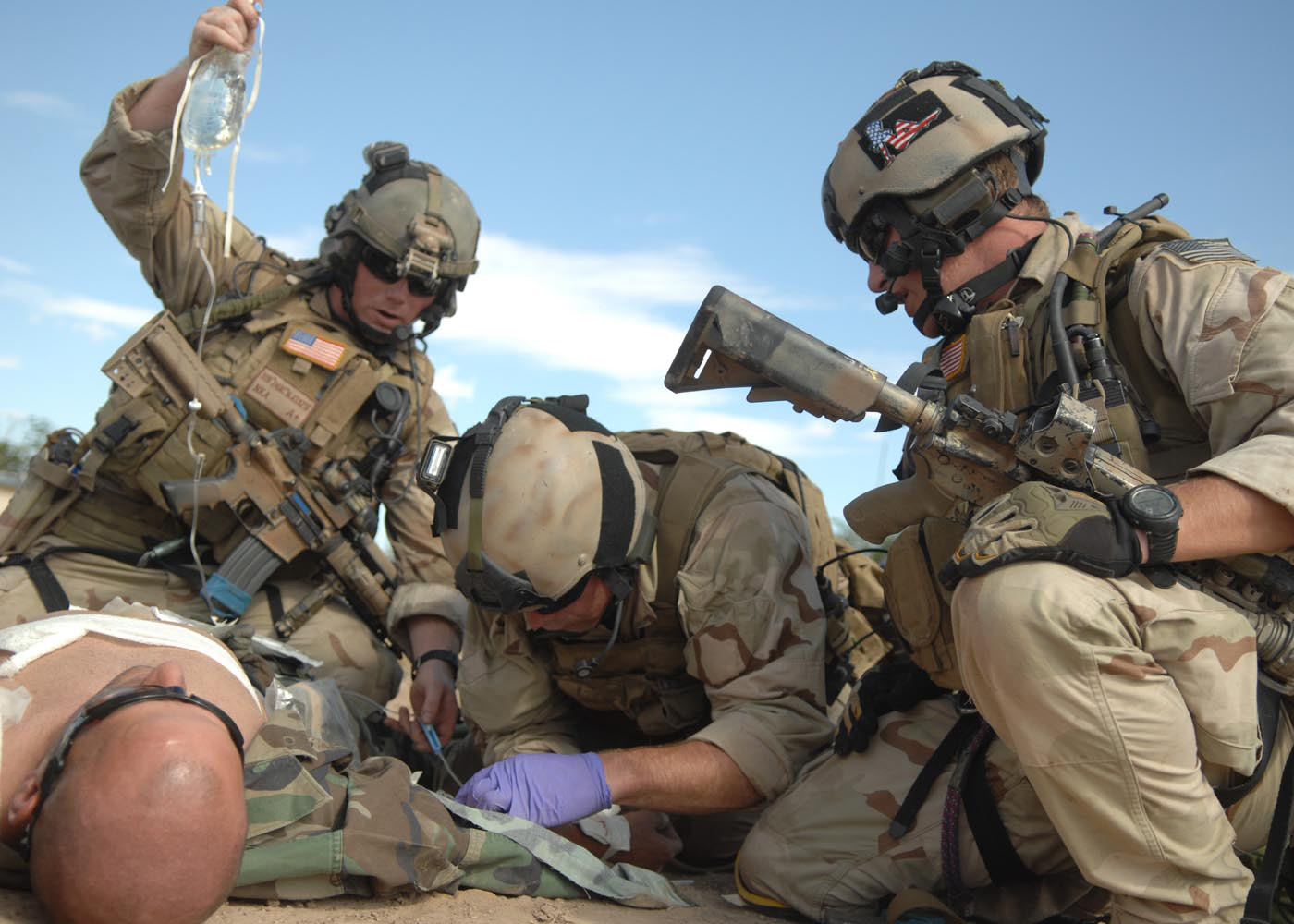
Надання першої медичної допомоги

### Бойове командування Повітряних сил США
- 23-тє крило
  - 347-ма рятувальна авіагрупа— Муді, Джорджія[1]
    - 38-ма рятувальна ескадрилья
    - 41-ша рятувальна ескадрилья
    - 71-ша рятувальна ескадрилья

  - 563-тя рятувальна авіагрупа — Девіс-Монтен, Аризона[2]
    - 48-ма рятувальна ескадрилья
    - 55-та рятувальна ескадрилья
    - 58-ма рятувальна ескадрилья — Нелліс, Невада[3]
    - 66-та рятувальна ескадрилья — Нелліс, Невада[3]
    - 79-та рятувальна ескадрилья
- 18-те крило — Кадена, Окінава, Японія[4]
  - 31-ша рятувальна ескадрилья
  - 33-тя рятувальна ескадрилья
- 48-ме винищувальне крило--Лейкенхіт, Суффолк, Англія, Велика Британія
  - 48-ма оперативна авіагрупа
    - 56-та рятувальна ескадрилья
- 106-те рятувальне крило—Франциска Габреські (Повітряні сили Національної гвардії Нью-Йорку)
  - 101-ша рятувальна ескадрилья
  - 102-га рятувальна ескадрилья
  - 103-тя рятувальна ескадрилья
- 129-те рятувальне крило—Моффетт (Повітряні сили Національної гвардії Каліфорнії)[5]
  - 129-та рятувальна ескадрилья
  - 130-та рятувальна ескадрилья
  - 131-ша рятувальна ескадрилья
- 176-те крило—Об'єднана база Ельмендорф-Річардсон (Повітряні сили Національної гвардії Аляски)[6]
  - 176-та оперативна авіагрупа
    - 210-та рятувальна ескадрилья
    - 1 загін 210-ї рятувальної ескадрильї — Аєлсон[7]
    - 211-та рятувальна ескадрилья
    - 212-та рятувальна ескадрилья
- 920-те рятувальне крило — Патрік, Флорида (Резерв Повітряних сил США)[8]
  - 920-та оперативна авіагрупа
    - 39-та рятувальна ескадрилья
    - 301-ша рятувальна ескадрилья
    - 308-ма рятувальна ескадрилья

  - 943-тя оперативна авіагрупа — Девіс-Монтен, Аризона
    - 305-та рятувальна ескадрилья
    - 306-та рятувальна ескадрилья

  - 304-та рятувальна ескадрилья — Портленд, Портленд, Орегон (Резерв Повітряних сил США)

### Командування ССО Повітряних сил США
- 24-те крило спеціальних операцій, Гарлбарт Філд, Флорида
  - 720-та група спеціальної тактики, Гарлбарт Філд, Флорида
  - 21-ша ескадрилья спеціальної тактики, Поуп Філд, Північна Кароліна
  - 22-га ескадрилья спеціальної тактики, Об'єднана база Льюїс-Маккорд, Вашингтон
  - 23-тя ескадрилья спеціальної тактики, Гарлбарт Філд, Флорида
  - 724-та група спеціальної тактики, Поуп Філд, Північна Кароліна
    - 24-та ескадрилья спеціальної тактики, Поуп Філд, Північна Кароліна
- 353-тя група спеціальних операцій, Кадена, Окінава, Японія
  - 320-та ескадрилья підтримки спецоперацій, Кадена, Окінава, Японія
- 352-га група спеціальних операцій, Мілденхолл, Велика Британія
  - 321-ша ескадрилья підтримки спецоперацій,
- 123-тя ескадрилья спеціальної тактики, Повітряні сили Національної гвардії Кентуккі[9]
- 125-та ескадрилья спеціальної тактики, Повітряні сили Національної гвардії Орегону[10]